# Сензорна функционална инвалидност
Сензорна функционална инвалидност спада у група оштећења која обухватају поремећај вида и/или слуха, и за последицу могу имати различит степен инвалидности, односно смањење сензорне функционалности.

## Основне информације
Сензорна оштећења могу бити праћена биолошким и социјалним факторима
Биолошким факторима изазвана инвалидност
Који се доводе у везу са узроцима, местом оштећења (периферни или централни делови), али и узрастом у којем је оштећење настало. Понекад сензорна оштећења могу бити удружена са другим групама оштећења, било да су они последица или само пратећи знак.
Социјалним факторима изазвана инвалидност
Када је реч о социјалним факторима, она се доводе у везу са образовање, радним и свакодневним активностима, односно свеукупном комуникацијом коју особа оштећеног вида и/или слуха стварује у својој ближој и даљој околини.